# Delta Lupi
Delta Lupi (83 Lupi) é uma estrela na direção da constelação de Lupus. Possui uma ascensão reta de 15h 21m 22.34s e uma declinação de −40° 38′ 50.9″. Sua magnitude aparente é igual a 3.22. Considerando sua distância de 510 anos-luz em relação à Terra, sua magnitude absoluta é igual a −2.75. Pertence à classe espectral B1.5IV.